# Henri Martin (rugby à XV)
Pour les articles homonymes, voir Henri Martin et Martin (nom de famille).
Pas d'image ? Cliquez ici

a Compétitions nationales et continentales officielles uniquement.

b Matchs officiels uniquement.
Dernière mise à jour le 20 août 2025.
Henri Martin, né le 29 août 1888 à Cayenne (France) et mort le 16 février 1973 à Draveil (France), est un joueur international français de rugby à XV. Durant sa carrière sportive, il joue avec le Stade bordelais université club aux postes d'arrière et de centre. 
Avec le club bordelais, il dispute six finales consécutives de Championnat de France et en remporte quatre.

## Biographie
Henri Martin naît le 29 août 1888, Cayenne dans la colonie française de la Guyane. Il est affilié à Maurice Martin, journaliste rédacteur à La Petite Gironde. 
En 1903, à l'âge de 15 ans, Henri Martin rejoint le club de rugby à XV du Stade bordelais université club (SBUC). À cette époque, il joue alternativement entre ce club et l'équipe du lycée de Bordeaux. 
Quelques années plus tard, il participe à sa première finale en avril 1906 lors du Championnat de France contre le Stade français. Le SBUC gagne par 9 à 0. Son jeu est particulièrement félicité. Il ne commet en effet aucune faute de la partie,. 
En décembre 1906, il est sélectionné en équipe de France pour un match contre l'Angleterre le 5 janvier 1907. Pour sa première cape, la France s'incline néanmoins 41 à 13. Plus tard dans la saison, lors de la finale du Championnat de France, il inscrit une transformation. Son équipe gagne 14 à 3, à nouveau contre le Stade français. 
En fin d'année 1907, au mois de décembre, il participe à un match de sélection à domicile Nord contre Sud dans le but de déterminer les potentiels internationaux français. Il participe ensuite à un second match entre l'équipe de France et son reste pour la prochaine rencontre contre l'Angleterre. Il joue pour l'équipe du reste. Deux mois plus tard, il remporte le championnat de Guyenne et Gascogne avec le SBUC. Le mois suivant, en mars 1908, il joue son second match en équipe de France contre le pays de Galles. La France s'incline 36 à 4. Il joue ensuite la finale du Championnat de France gagné 16 à 3 par le Stade français. 
En décembre 1908, il participe une nouvelle fois à un match Nord contre Sud visant à déterminer la prochaine équipe de France. À la suite du match, il est sélectionné en équipe de France pour un match contre une équipe représentative de l'état australien de la Nouvelle-Galles du Sud. Cette saison-là, il joue ensuite la finale du Championnat de France gagnée 17 à 0 contre le Stade toulousain. 
En décembre 1909, il joue dans la rencontre annuelle pour intégrer l'équipe de France. Disputant encore une fois la finale du Championnat de France lors de la saison 1909-1910, il inscrit un but après marque. Le SBUC s'incline 13 à 8 face au Football Club de Lyon. Malgré la défaite, le jeu de Martin est félicité pour son adresse et sa précision. 
L'année suivante, il participe à la finale 1911 du Championnat, sa sixième. Son club gagne 14 à 0 contre le Sporting Club universitaire de France. Il fait alors partie de ce que ESPN décrit comme The first great French team, La première grande équipe française. 
Au niveau professionnel, il devient par la suite surnuméraire des PTT. 
Henri Martin meurt le 13 février 1973 à Draveil, dans le département de l'Essonne, à l'âge de 84 ans.

## Hommages
Un tournoi en catégorie des moins de 12 ans porte son nom, le Challenge Henri-Martin,. Ce dernier est ensuite renommé Tournoi de la ville de Narbonne.

## Statistiques en équipe nationale
Henri Martin compte 2 capes avec l'équipe de France, la première le 5 janvier 1907 lors d'un test match contre l'Angleterre et la dernière le 2 mars 1908 contre le pays de Galles.
De plus, en décembre 1908, il participe à un match contre une équipe représentative de la Nouvelle-Galles du Sud avec une sélection française,.
| Année | Compétition | Matchs | Points | Essais |
| ----- | ----------- | ------ | ------ | ------ |
| 1907  | Test matchs | 1      | -      | -      |
| 1908  | Test matchs | 1      | -      | -      |
| Total | Total       | 2      | 0      | 0      |

## Palmarès
- Vainqueur du Championnat de France en 1906, 1907, 1909 et 1911 avec le Stade bordelais UC.
- Finaliste du championnat de France en 1908 et 1910 avec le Stade bordelais UC.
- Vainqueur du championnat de Guyenne et Gascogne en 1908 avec le Stade bordelais UC.